# Жермен Ґрір

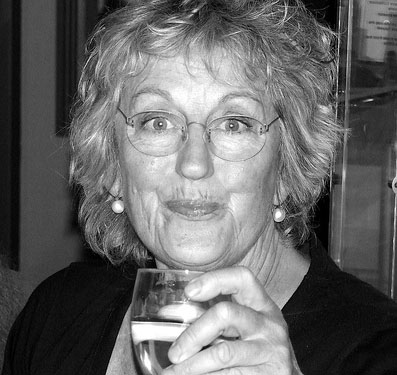
Жермен Ґрір на літературному фестивалі «Humber Mouth» у Халлі у 2006 році

Жерме́н Ґрір (англ. Germaine Greer; нар. 29 січня 1939) — австралійська письменниця, вчена, журналістка і дослідниця ранньої сучасної англійської літератури, а також визначна феміністка кінця XX століття (анархо-фемінізм).
Ідеї Ґрір створювали дискусії відтоді, як її книга «Жінка-євнух» стала міжнародним бестселером в 1970 році. Вона також є авторкою багатьох інших книг, в тому числі «Секс і доля: політика народжуваності» (1984); «Зміни: жінка, старіння і менопауза» (1991), «Дружина Шекспіра» (2007), а також «Уся жінка» (1999). Ґрір є почесною професоркою англійської літератури та порівняльних досліджень в Університеті Уоріка.
Ґрір визначала свою мету як «звільнення жінок», на відміну від «рівності з чоловіками». Вона стверджує, що звільнення жінок означало охоплення гендерних відмінностей у позитивному ключі — боротьбу за свободу жінок визначити їх власні цінності, розташовувати власні пріоритети й визначати свою долю. Рівність Ґрір бачить як асиміляцію і налаштованість жити життям «невільних чоловіків».